# Николаев, Константин Кузьмич
Константин Кузьмич Николаев (19 мая (1 июня) 1910 года, г. Мосальск Калужской губернии, Российская Империя, — 25 мая 1972 года, г. Москва, РСФСР, СССР) — советский государственный и партийный деятель, первый секретарь Свердловского обкома КПСС (1962—71 гг.).

## Биография
Родился в семье сельского учителя. С 17 лет работал учителем, заведующим школой, затем счетоводом и председателем правления общества потребителей в Мосальском уезде Калужской губернии. Весной 1930 г. переехал в Свердловск, сначала работал бухгалтером в управлении благоустройства горсовета, затем — техником в тресте «Уралсантехстрой». Одновременно с 1931 года учился на высших санитарно-технических курсах, затем в Уральском строительном институте, который в 1934 году был преобразован в строительный факультет Уральского индустриального института (УИИ). В 1936 году получил диплом инженера по специальности «водоснабжение и канализация». Остался работать на факультете, был ассистентом кафедры, заместителем декана строительного факультета. В марте 1940 года вступил в ВКП(б), в мае — августе 1941 года был секретарём партбюро института.
В августе 1941 года переведён на партийную работу в Свердловский горком ВКП(б), сначала стал заведующим отделом машиностроения горкома, затем — секретарём городского комитета ВКП(б) по машиностроению, с августа 1943 г. — заведующий отделом оборонной промышленности городского комитета ВКП(б). В марте 1944 г. избран первым секретарём Ленинского районного комитета ВКП(б) г. Свердловска.
В ноябре 1946 года переведен на должность первого заместителя председателя исполнительного комитета Свердловского областного Совета. 2 декабря 1948 решением Политбюро ЦК ВКП(б) Николаев был назначен председателем исполнительного комитета Свердловского областного Совета (утверждён в должности решением облсовета 25 февраля 1949 года). 28 апреля 1962 года избран первым секретарём Свердловского областного комитета КПСС, сменив на этом посту Андрея Кириленко, ушедшего на повышение в Москву. После разделения обкома на промышленный и сельский (в январе 1963 г.) — первый секретарь Свердловского промышленного областного комитета КПСС, с декабря 1964 года — первый секретарь Свердловского областного комитета КПСС.
Активно поддерживал хозяйственные («косыгинские») реформы конца 1960-х годов. Инициировал и организовывал строительство новых цехов на крупных предприятиях области — НТМК, Ураласбесте, Уралхиммаше, Качканарском ГОКе.
С 6 января 1971 года — персональный пенсионер союзного значения. Одновременно в 1971—1972 гг.— доцент кафедры технологии воды и водного хозяйства Уральского политехнического института имени С. М. Кирова.
Скончался в Москве после хирургической операции по поводу онкологического заболевания. Похоронен на Широкореченском кладбище г. Екатеринбурга.

## Участие в работе центральных органов власти
Член ЦК КПСС (1966—1971), кандидат в члены ЦК КПСС (1961—1966). Делегат XIX—XXIII съездов КПСС.
Депутат Верховного Совета СССР III—VIII созывов. Депутат Верховного Совета РСФСР II созыва (с марта 1949 г.).

## Награды
- 3 ордена Ленина (1958, 1966, 1970);
- 2 ордена Трудового Красного Знамени (1957, 1960);
- медали: «За доблестный труд в Великой Отечественной войне 1941—1945 гг.» (1945), «За трудовую доблесть» (1959), «За доблестный труд. В ознаменование 100-летия со дня рождения В. И. Ленина» (1969)

## Семья
Сын: Николаев Эдуард Константинович (1935—2010), анестезиолог-реаниматолог, ученый, педагог, доктор медицинских наук (1974), профессор (1975), Заслуженный деятель науки РФ (1999).